# Derek Thomas
Derek Gordon Thomas (Cornualles, 20 de julio de 1972) es un político británico del partido Conservador y miembro del parlamento del Reino Unido para la circunscripción de St Ives desde las elecciones en 2015. Antes fue un promotor inmobilario y miembro del Concejo Municipal de Distrito de Penwith.
Apoyó la salida del Reino Unido de la Unión Europea en el referéndum sobre la pertenencia del Reino Unido a la Unión Europea en 2016.